# Dva zdroje morálky a náboženství
Dva zdroje morálky a náboženství (orig. Les deux sources de la morale et de la religion) je dílo Henriho Bergsona, věnované sociální filozofii a poprvé publikované v roce 1932.

## Obsah díla
V knize „Dva zdroje morálky a náboženství“ Bergson přechází na pozice nabožensko-mystického výkladu procesu evoluce a snaží se vytvořit sociální filozofii, která by chápala společnost jako projev „životního vzruchu". V tomto díle poprvé použil Bergson dichotomii „společnost otevřená a uzavřená“, na což navazoval Karl Popper v práci Otevřená společnost a její nepřátelé. Biologické společenství lidí nazývá Bergson uzavřenou společností; zahrnuje vždy izolované skupiny lidí (na úrovni kmene, města nebo státu). Povaha člověka však podle Bergsona zahrnuje nejen živočišný, ale i duchovní princip, nacházející se v mystickém příbuzenství s boží energií a vůlí, jež prostupuje svět. Ve svém duchovním vztahu k této boží síle, k „životnímu elánu“, nejsou lidé omezený žádnými hranicemi a vytvářejí (sice jen ideálně) otevřenou společnost, zahrnující celé lidstvo. Na základě této dvojakosti v povaze člověka se podle Bergsona vytvářejí dva typy sociálních vztahů, dva typy morálky a náboženství.
V uzavřené společnosti panuje sociální instinkt, jenž se projevuje v uzavřené morálce, určené pro upevnění dané sociální skupiny; tato morálka je neosobní, má donucovací charakter příkazu; protože je instinktivní, nabývá v lidské společnosti formy návyku a je uvědomována jako morální povinnost či závazek. Jedince zcela podřizuje zájmům dané uzavřené společnosti, za jejímiž hranicemi její působnost končí (například v době válek). Podobně jako uzavřená morálka je i „statické“ náboženství povolováno k ochraně uzavřené společnosti. Bergson se domnívá, že kdyby člověk jednal jen na základě instinktu, pracoval by pro společnost bez přemýšlení, podobně jako mravenec. Intelekt však probouzí v člověku pochybnosti, vyvolává myšlenku na smrt, na marnost jeho úsilí a podněcuje egoistické sklony. Cílem „statického" náboženství je podle Bergsona potlačení této destruktivní činnosti intelektu a smíření člověka se společností. Tento cíl realizuje tím, že velí člověku dodržovat požadavky uzavřené morálky a zároveň do něho pomocí mýtů zasévá víru v nesmrtelnost a naději na pomoc nadpřirozených sil.
„Otevřená společnost", na rozdíl od „uzavřené společnosti", vytvořené přírodou a zahrnující jednotlivé uzavřené a navzájem nepřátelské skupiny individuí, má spojovat veškeré lidstvo na základě lásky a vzájemné sympatie, vznikající z „duchovního vzruchu", který otevírá před vyvolenými osobnostmi svět svobody a lásky, nekonečně převyšující mechanismus „uzavřené společnosti". Tento svět se podobá „boží obci" sv. Augustina a je to objekt inspirujících mystických nadějí.
Na rozdíl od uzavřené morálky překračuje morálka otevřená (tj. morálka otevřené společnosti) hranice národních a státních zájmů a obrací se k celému lidstvu; vyzdvihuje principy svatosti jedince, osobní svobody a rovnosti všech lidí, jež jsou zcela cizí morálce uzavřené. Tyto jsou formulovány výjimečnými lidmi jako výzvy, nikoli příkazy; lidé se jimi neřídí z donucení, nýbrž ze sympatií. Otevřená morálka se blíží „dynamickému“ náboženství, hlásajícímu ideál mystické lásky ke všem lidem a sahajícímu svými kořeny do nitra naší duše, jež vstupuje do intuitivního spojení s „životním elánem“, s tvůrčí energii božstva. Krystalizaci tohoto náboženství Bergson vidí v křesťanství. Jako každý filozof, který pojímá iracionální intuici jako prostředek poznání, se domnívá, že jen málo náboženských reformátorů (proroci, svati) je schopno mystického splynutí s božstvem. Ti prý jsou skutečnými duchovními vůdci lidstva.
Bergson poněkud zmírňuje učení Friedricha Nietzscheho, který rozděluje lidi na rasu pánů a rasu otroků, a tvrdí, že mezi těmito skupinami nejsou tak ostré, výrazné hranice. Avšak hierarchické uspořádání společnosti a její rozdělení na vyšší třídu, skládající se z nepočetných privilegovaných individuí, jež mají absolutní moc, a na masu podřízených pokládá Bergson za nezbytnou podmínku jakékoli společenské organizace. Nejpřirozenějšími politickými systémy jsou prý monarchie a oligarchie; nejvzdálenější je jim demokracie, která, jak se domnívá, je pouhým ideálem.
Absolutní moc na jedné straně, absolutní poslušnost ňa druhé... Jeden nebo několik jedinců musí poroučet a ostatní se podřizovat.
Henri Bergson, Dva zdroje morálky a náboženství
Takový, jak tvrdí Bergson, je požadavek přírody.

## Česká vydání
Do češtiny byla kniha přeložena Václavem Černým a poprvé vydána nakladatelstvím Jan Laichter v roce 1933. Podruhé knihu vydalo pražské nakladatelství Vyšehrad roku 2007 v překladu Josefa Hrdličky.
- Dvojí pramen mravnosti a náboženství, Jan Laichter, Praha 1933, přeložil Václav Černý,
- Dva zdroje morálky a náboženství, Vyšehrad, Praha 2007, přeložil Josef Hrdlička.